# Janina Górnicka
Janina Górnicka, pseudonim: „Barbara” (ur. 5 sierpnia 1911 w Warszawie, zm. 20 listopada 1987) – wieloletnia harcerka, czynna instruktorka i działaczka ZHP, uczestniczka konspiracji w III Obwodzie „Waligóra” Warszawskiego Okręgu Armii Krajowej.

## Wykształcenie
Rodzicami Janiny Górnickiej byli Leopold i Maria. Ukończyła gimnazjum im. Królowej Jadwigi, później seminarium nauczycielskie. W 1938 roku ukończyła studia w Państwowym Konserwatorium Muzycznym w Warszawie. Prowadziła tajne komplety z języka polskiego, geografii i historii.

## Działalność harcerska
Była drużynową zuchów w latach 30., drużynową 100 WŻDH w latach 1941–1942. Podczas okupacji kierowniczka zajęć artystycznych, instruktorka szkolenia artystycznego w chorągwi oraz referentka sanitarna w Hufcu Wola, komendantka Wojskowej Służby Kobiet. Od 5 sierpnia 1944 do 8 maja 1945 roku była więziona w obozie we Wrocławiu i Kamieńcu na Dolnym Śląsku.

## Po wojnie
W 1945 roku wróciła i przystąpiła do dalszej pracy w ZHP. Organizowała dawne i nowe harcerki 100 WŻDH. Była drużynową w latach 1945–46. W 1946 zorganizowała ekshumację zwłok harcerek zamordowanych w Szpitalu św. Łazarza przy ulicy Karolkowej. Zwłoki przeniesiono na Cmentarz Wojskowy Powązki.
Od 16 czerwca 1945 roku uczyła w SP nr 9 przy ul. Dworkowej, potem Kasprzaka 1/3. W 1945 roku rozpoczęła studia na UW na wydziale filologiczno-społecznym, które ukończyła w 1952 roku z tytułem magistra. W latach 1954–1973 była dyrektorem SP nr 90.
Została odznaczona Krzyżem Oficerskim Orderu Odrodzenia Polski i Medalem Komisji Edukacji Narodowej
Zmarła 20 listopada 1987 roku. Pochowana na Cmentarzu przy Kościele św. Katarzyny na Służewcu. Dnia 23 czerwca 1994 roku na grobie została wymurowana tablica z napisem: Harcmistrzyni Janina Górnicka P.S. Barbara Kom. Sanitarny Zgrupowania Waligóry W.S.K. AK Wola.